# لوكا يوسف
لوكا يوسف (بالإنجليزية: Luka Yusuf)‏ هو عسكري نيجيري، ولد في 22 سبتمبر 1952، وتوفي في 2 يونيو 2009.